# Taiyō Fujii
Pour les articles homonymes, voir Fujii.
Œuvres principales
- Orbital Cloud

Taiyō Fujii (藤井太洋, Fujii Taiyō), né en 1971, dans la préfecture de Kagoshima, au Japon, est un auteur japonais de science-fiction. 

## Biographie
Taiyō Fujii rédige son premier roman en 2012, Gene Mapper Core, sur son ordiphone tout en travaillant pour une société de création de logiciels. En 2013, une version remaniée, Gene Mapper Full Build, est publiée par Ayakawa Publishing.  
En 2015, Taiyō Fujii devient président du Club des auteurs japonais de science-fiction.

## Prix et distinctions
- 2015 :  Avec Orbital Cloud, Fujii emporte le 35e Grand prix Nihon SF (ex-aequo avec l’auteur Satoshi Hase pour My Humanity).
- 2015 : Fujii reçoit le 46e prix Seiun avec Orbital Cloud.
- 2019 : Fujii gagne le 40e prix Yoshikawa Eiji avec Hello World.

## Romans et nouvelles
- Gene Mapper Full Build, Ayakawa Publishing, 2013
- Orbital Cloud, Ayakawa Publishing, 2014 (Nuage orbital, Atelier Akatombo, 2018).
- Underground Market, Éditions Asahi Shimbun, 2015
- Big Data Connector, Éditions Bunshun Bunko, 2015
- Kōsei teki sentō kihan, (recueil de nouvelles), Ayakawa Publishing, 2017
- Hello World, 2018, Éditions Kodansha, 2018
- Tōkyō no ko, Kadokawa Publishing, 2019
- One More Nuke, Shinchō Bunko, 2020